# Thoiry (Yvelines)
Thoiry és un municipi francès, situat al departament d'Yvelines i a la regió de Illa de França. L'any 2007 tenia 1.105 habitants.
Forma part del cantó d'Aubergenville, del districte de Rambouillet i de la Comunitat de comunes Cœur d'Yvelines.

## Demografia

### Població
El 2007 la població de fet de Thoiry era de 1.105 persones. Hi havia 412 famílies, de les quals 101 eren unipersonals (36 homes vivint sols i 65 dones vivint soles), 101 parelles sense fills, 190 parelles amb fills i 20 famílies monoparentals amb fills.
La població ha evolucionat segons el següent gràfic:
Habitants censats

### Habitatges
El 2007 hi havia 451 habitatges, 422 eren l'habitatge principal de la família, 13 eren segones residències i 17 estaven desocupats. 373 eren cases i 77 eren apartaments. Dels 422 habitatges principals, 328 estaven ocupats pels seus propietaris, 79 estaven llogats i ocupats pels llogaters i 15 estaven cedits a títol gratuït; 11 tenien una cambra, 35 en tenien dues, 56 en tenien tres, 70 en tenien quatre i 250 en tenien cinc o més. 351 habitatges disposaven pel capbaix d'una plaça de pàrquing. A 174 habitatges hi havia un automòbil i a 216 n'hi havia dos o més.

### Piràmide de població
La piràmide de població per edats i sexe el 2009 era:
| Homes | Edats   | Dones |
| ----- | ------- | ----- |
| 0     | 95 o +  | 0     |
| 4     | 90 a 94 | 0     |
| 0     | 85 a 89 | 0     |
| 0     | 80 a 84 | 4     |
| 16    | 75 a 79 | 12    |
| 20    | 70 a 74 | 12    |
| 16    | 65 a 69 | 28    |
| 4     | 60 a 64 | 16    |
| 40    | 55 a 59 | 20    |
| 28    | 50 a 54 | 28    |
| 24    | 45 a 49 | 40    |
| 40    | 40 a 44 | 36    |
| 52    | 35 a 39 | 52    |
| 48    | 30 a 34 | 40    |
| 44    | 25 a 29 | 40    |
| 20    | 20 a 24 | 16    |
| 20    | 15 a 19 | 36    |
| 40    | 10 a 14 | 40    |
| 28    | 5 a 9   | 24    |
| 40    | 0 a 4   | 28    |

## Economia
El 2007 la població en edat de treballar era de 722 persones, 565 eren actives i 157 eren inactives. De les 565 persones actives 542 estaven ocupades (283 homes i 259 dones) i 23 estaven aturades (13 homes i 10 dones). De les 157 persones inactives 30 estaven jubilades, 66 estaven estudiant i 61 estaven classificades com a «altres inactius».

### Ingressos
El 2009 a Thoiry hi havia 431 unitats fiscals que integraven 1.180 persones, la mediana anual d'ingressos fiscals per persona era de 28.270 €.

### Activitats econòmiques
Dels 101 establiments que hi havia el 2007, 1 era d'una empresa extractiva, 1 d'una empresa alimentària, 1 d'una empresa de fabricació de material elèctric, 8 d'empreses de fabricació d'altres productes industrials, 12 d'empreses de construcció, 17 d'empreses de comerç i reparació d'automòbils, 1 d'una empresa de transport, 4 d'empreses d'hostatgeria i restauració, 1 d'una empresa d'informació i comunicació, 8 d'empreses financeres, 3 d'empreses immobiliàries, 20 d'empreses de serveis, 16 d'entitats de l'administració pública i 8 d'empreses classificades com a «altres activitats de serveis».
Dels 18 establiments de servei als particulars que hi havia el 2009, 1 era una oficina de correu, 1 paleta, 2 guixaires pintors, 2 fusteries, 3 lampisteries, 1 electricista, 1 empresa de construcció, 2 perruqueries, 2 restaurants, 2 agències immobiliàries i 1 saló de bellesa.
Dels 7 establiments comercials que hi havia el 2009, 1 era un hipermercat, 1 una botiga de menys de 120 m², 2 carnisseries, 1 una botiga de congelats, 1 una llibreria i 1 una joieria.
L'any 2000 a Thoiry hi havia 5 explotacions agrícoles.

## Equipaments sanitaris i escolars
L'únic equipament sanitari que hi havia el 2009 era una farmàcia.
El 2009 hi havia 1 escola maternal i 1 escola elemental.

## Poblacions més properes
El següent diagrama mostra les poblacions més properes.